# Instance supérieure indépendante pour les élections
L'Instance supérieure indépendante pour les élections (arabe : الهيئة العليا المستقلة للانتخابات) ou Isie est un organisme tunisien chargé de la gestion des élections et des référendums, de leur organisation et de leur supervision dans leurs différentes phases. À l'origine, elle est créée pour organiser l'élection d'une assemblée constituante, tenue le 23 octobre 2011. Celle-ci est décidée après la révolution qui renverse le régime de Zine el-Abidine Ben Ali. Par la suite, l'assemblée constituante décide de pérenniser l'institution et organise son renouvellement.
L'instance remplace le ministère de l'Intérieur qui supervisait jusqu'alors les élections. Elle a pour but d'enregistrer les électeurs, de préparer le scrutin et d'assurer son bon déroulement et proclamer les résultats.
Elle est constituée d'un organe central et 33 instances régionales localisées dans les différentes circonscriptions.

## Première Isie

### Membres
Les membres de l'instance, élus par la Haute instance pour la réalisation des objectifs de la révolution, de la réforme politique et de la transition démocratique, se répartissent comme suit :
- trois magistrats choisis parmi une liste de six magistrats, trois proposés par l'Association des magistrats tunisiens et trois proposés par le Syndicat des magistrats tunisiens, dont deux magistrats de la Cour des comptes, deux du Tribunal administratif et deux du troisième degré des tribunaux judiciaires ;
- trois avocats choisis parmi une liste de six avocats proposés par l'Ordre national des avocats de Tunisie ;
- un huissier notaire choisi parmi une liste de deux huissiers proposés par la chambre nationale des huissiers notaires ;
- un huissier de justice choisi parmi une liste de deux huissiers proposés par la chambre nationale des huissiers de justice ;
- un expert comptable choisi parmi une liste de deux experts proposés par l'Ordre national des experts comptables ;
- un membre spécialiste de presse et de communication choisi parmi une liste de deux candidats proposés par le Syndicat national des journalistes tunisiens (en) ;
- deux candidats choisis parmi les listes proposées par les organisations non gouvernementales opérant dans le domaine des droits de l'homme ;
- un membre représentant les Tunisiens résidents à l'étranger choisi parmi les candidatures déposées par les intéressés ;
- un membre spécialiste en informatique choisi parmi les candidatures déposées par les intéressés ;
- deux professeurs universitaires choisis parmi les candidatures déposées par les intéressés.

Le mouvement Ennahdha, minoritaire au sein de la Haute instance pour la réalisation des objectifs de la révolution, de la réforme politique et de la transition démocratique (cinq membres seulement), propose de constituer une liste consensuelle des différents courants en respectant le principe de la parité auquel tiennent ses adversaires. Cependant, la majorité constituée par les partisans du Pôle démocratique moderniste et du Mouvement des patriotes démocrates refuse cette proposition et appelle à l'élection d'une liste fermée où ses sympathisants sont majoritaires. 77 candidats se présentent mais les organisations de magistrats ne présentent pas de candidats, ce qui permet selon le décret-loi à la Haute instance de désigner elle-même ces représentants.
Les élections ont lieu le 9 mai 2011 et donnent la composition suivante :
- Kamel Jendoubi, président ;
- Souad Triki Kalai, vice-présidente ;
- Boubaker Bethabet, secrétaire général ;
- Mohamed Sghaïer Achouri, chargé de la formation ;
- Nabil Baffoun, chargé des Tunisiens résidents à l'étranger ;
- Mohamed Fadhel Mahfoudh, chargé des Tunisiens résidents à l'étranger ;
- Ridha Torkhani, chargé des Tunisiens résidents à l'étranger ;
- Anouar Ben Hassen, chargé des affaires administratives et financières et des achats ;
- Omar Tounakti, chargé des affaires administratives et financières ;
- Sami Ben Slama, chargé des affaires juridiques et des relations publiques ;
- Mourad Ben Moula, chargé des affaires juridiques ;
- Mohamed Ben Salem, chargé des affaires juridiques ;
- Abderrahmane Hedhili, chargé de l'organisation des instances régionales et de la logistique ;
- Larbi Chouikha, chargé des médias et de la communication ;
- Monia El Abed, chargée des relations publiques ;
- Zaki Rahmouni, chargé de l'informatique et de la programmation.

### Bilan

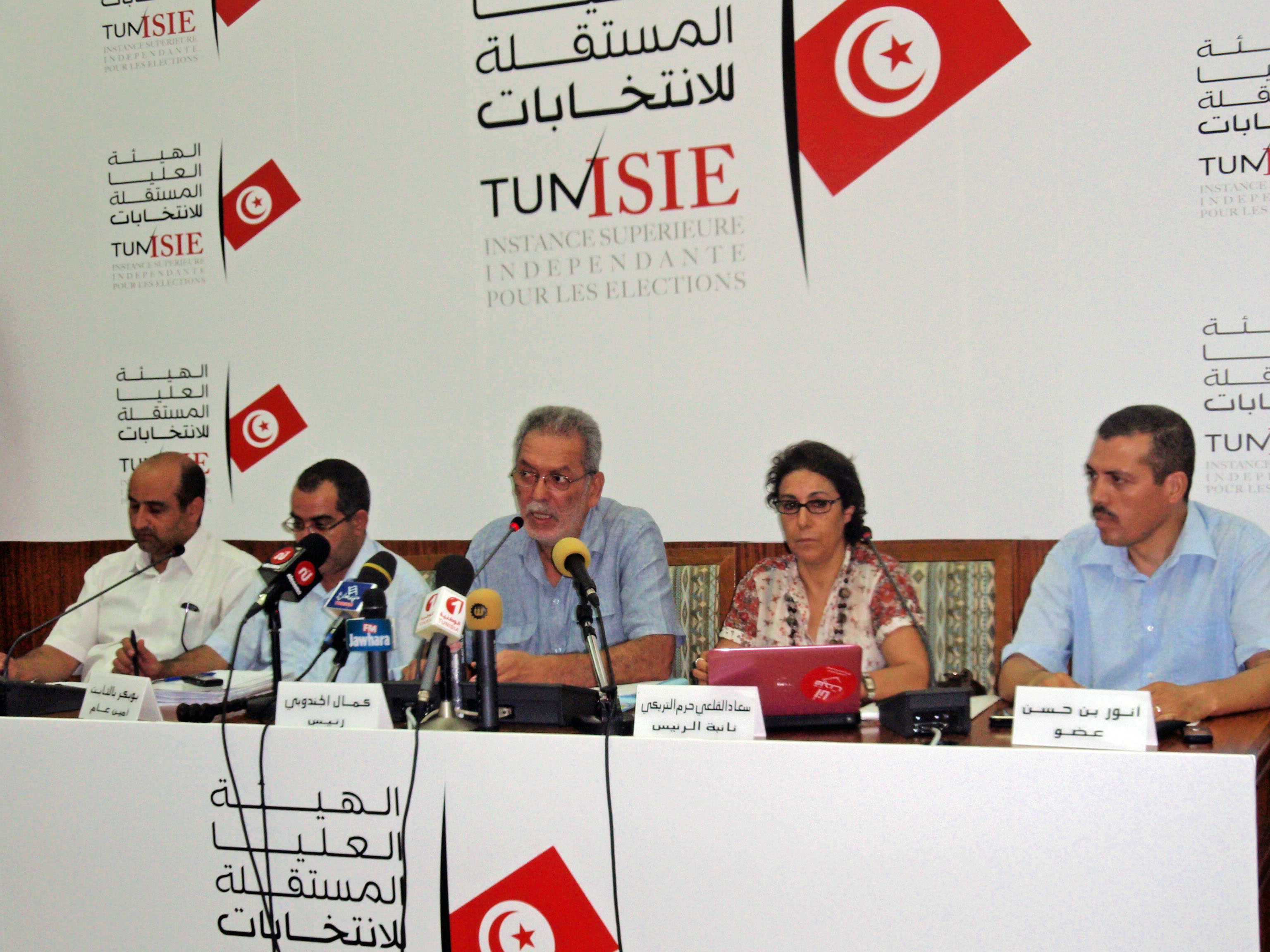
Conférence de presse de l'Isie menée par Kamel Jendoubi.

L'Isie veille au bon déroulement de l'opération électorale et fait preuve, d'une manière générale, de neutralité. Le rapport final de la mission d'observation électorale de l'Union européenne, à la suite de l'élection de l'assemblée constituante du 23 octobre 2011, relève cependant quelques lacunes :
- les instances régionales et les tribunaux de première instance ont souvent appliqué des critères différents d'acceptation ou de refus pour l'enregistrement des candidatures, contrairement aux chambres d'appel du Tribunal administratif ;
- les instances régionales ont procédé à l'annonce officieuse des résultats de leur circonscription, de manière globale et sans mention des chiffres par bureau de vote, cumulée à l'absence d'affichage des feuilles de compilation, affectant les principes de transparence et de traçabilité des résultats individuels des bureaux de vote, au même titre que les résultats préliminaires proclamés par l'Isie le 27 octobre, le nombre de voix annoncé pour les résultats finaux était différent de celui annoncé pour les résultats préliminaires dans beaucoup de cas sans que ce changement ne soit la conséquence d'un quelconque contentieux ;
- l'inadaptation du pouvoir de sanction reconnu à l'Isie pour les infractions commises (cas des campagnes électorales sauvages du Parti démocrate progressiste et de l'Union patriotique libre) ;
- quatre commissaires n'ont pas participé à la proclamation des résultats finaux contrairement à la proclamation des résultats préliminaires du 27 octobre ;
- l'Isie avait la responsabilité légale de mener une campagne appropriée d'éducation civique mais les électeurs ont été insuffisamment informés sur l'objectif et le sens de ces élections, ainsi que sur les enjeux et les pouvoirs d'une assemblée constituante ;
- le mauvais design du bulletin de vote est apparu comme une évidence le jour du scrutin aux observateurs et acteurs du processus, tous admettant la possibilité que des électeurs aient pu se tromper de liste en votant, hypothèse prise d'autant plus au sérieux que 18 sièges répartis dans 17 circonscriptions ont été gagnés par des listes dont la case à cocher sur les bulletins était située à la droite de celle indiquant le numéro d'ordre de la liste ayant obtenu le plus de sièges : 16 par des voisins d'Ennahdha et deux par des voisins de la Pétition populaire pour la liberté, la justice et le développement[7],[8].

### Contentieux financier
La gestion financière de l'Isie suscite beaucoup de controverses, des procès et contre-procès étant intentés. Certains parlent de détournement de fonds publics, d'autres de tentatives d'écarter les membres de l'Isie de la possibilité d'un nouveau mandat. En fait, le rapport de la Cour des comptes, dont certains médias ont publié l'essentiel, relève des défaillances de gestion et un manque de contrôle interne, ce qui est d'autant plus étonnant que l'Isie compte dans ses rangs un représentant du conseil de l'Ordre des experts comptables.

#### Déficit
Le rapport de la Cour des comptes indique que les recettes de l'Isie pour la période allant du 10 mai 2011 au 31 mars 2012 s'élèvent à 37,418 millions de dinars (37 millions provenant du budget de l'État et 418 000 de subventions en nature) alors que les dépenses s'élèvent à 42,206 millions, engendrant un déficit de 4,788 millions.

#### Défaillances constatées
- Absence de détermination précise et préalable des besoins et de recours systématique à la concurrence pour le choix des fournisseurs ;
- Paiement des fournisseurs sur la base de copies et non d'originaux de factures ;
- Absence de documents de livraison des produits et des services et absence d'indication concernant le paiement des fournisseurs sur les documents comptables ;
- Absence d'établissement d'un état mensuel pour les relevés bancaires et les documents comptables ;
- Cumul de tâches incompatibles et non-séparation entre des fonctions qui concernent essentiellement l'annonce de consultations, l'émission des bons de commande et le paiement des fournisseurs ;
- Défaillance dans l'établissement de la responsabilité de gestion des dépenses au niveau des services centraux car la plupart des documents de paiement ne comportent ni l'identité du responsable qui a ordonné le paiement, ni de celui qui l'a effectué, ni même le bénéficiaire, ce qui empêche de s'assurer si les fonds ont été utilisés pour les buts pour lesquels ils sont destinés.

## Deuxième Isie

### Installation
Le 12 décembre 2012, l'assemblée constituante adopte un projet de loi pérennisant l'instance après un mois de débats émaillés de désaccords sur la composition de la commission de tri des candidatures, finalement composée sur la base de la représentativité des blocs parlementaires ; 36 candidats (18 hommes et 18 femmes) seront sélectionnés et soumis au vote de l'assemblée.
Huit des neuf membres sont élus lors de scrutins tenus les 19 et 20 juillet 2013 ; un membre démissionne toutefois dans la foulée de son élection et le Tribunal administratif annule les travaux de la commission de tri des candidatures et donc l'élection par un verdict rendu le 20 septembre. En conséquence, l'assemblée amende le 29 octobre la loi portant création de l'instance et publie une nouvelle liste de candidats le 30 octobre mais celle-ci subit le même sort judiciaire le 11 novembre. En conséquence, l'assemblée amende à nouveau la loi le 28 décembre, supprimant la commission de tri des candidatures et permettant l'élection des membres directement en séance plénière.
Le 8 janvier 2014, l'assemblée constituante élit finalement les neuf membres :
- Mourad Ben Mouelli (juges administratifs) ;
- Nabil Baffoun (huissiers de justice et huissiers notaires) ;
- Lamia Zargouni (juges judiciaires) ;
- Riadh Bouhouchi (ingénieurs en systèmes informatiques et cyber-sécurité) ;
- Kamel Toujani (avocats) ;
- Chafik Sarsar (professeurs universitaires) ;
- Khamael Fenniche (spécialistes en communication) ;
- Faouzia Drissi (représentants des Tunisiens à l'étranger) ;
- Anouar Ben Hassen (spécialistes en finances publiques).

Trois d'entre eux sont membres de l'instance sortante ; Sarsar, enseignant universitaire en droit constitutionnel, en est élu président dans la foulée avec 153 voix sur 208 votants et l'ensemble des membres prêtent serment le 15 janvier au palais présidentiel de Carthage. Le 17 janvier, l'assemblée décide de donner à l'Isie le nom d'« Instance électorale » dans le texte de la nouvelle Constitution et élit Ben Moula comme vice-président.

### Polémiques de 2017-2018
En mai 2017, et ce huit mois avant les élections municipales, Chafik Sarsar et deux de ses collègues, Mourad Ben Mouelli et Lamia Zargouni, annoncent leur démission, l'expliquant par, entre autres, un conflit provoqué au sein du directoire par l'arrivée de membres élus par l'Assemblée des représentants du peuple pour qui, selon Sarsar, « le droit ne veut rien dire ». Anouar Ben Hassen assure alors l'intérim.
Quelques jours plus tard, un rapport de la Cour des comptes révèle des dysfonctionnements ainsi qu'un grand nombre d'insuffisances observées au sein de l'instance, épinglant notamment la gestion humaine et financière. Fadhila Gargouri, présidente de chambre à la Cour des comptes, affirme même que « l'exécution du budget ne s'est pas conformée à des règles claires ».
Le 14 novembre, Mohamed Tlili Mansri est élu comme nouveau président par l'Assemblée des représentants du peuple en obtenant 115 voix grâce à l'appui de Nidaa Tounes, d'Ennahdha et de l'Union patriotique libre. Le 29 mai 2018, il est limogé par un vote des membres dans la foulée des élections municipales et dans un contexte de rivalités internes et d'accusations de mauvaise gestion, avant de formellement démissionner le 5 juillet.
Après des mois de tractations, l'Assemblée des représentants du peuple élit Nabil Baffoun comme président avec 141 voix le 30 janvier 2019. À cette occasion, trois nouveaux membres dont les sièges étaient vacants depuis l'expiration des précédents mandats en janvier 2018 sont élus : Sofienne Abidi (spécialiste des finances publiques), Hasna Ben Slimane (juge administrative) et Belgacem Ayachi (spécialiste en sécurité informatique).

## Composition en 2024
Les membres du conseil de l'Isie en avril 2024 sont les suivants :
- Farouk Bouasker (président)
- Mohamed Naoufel Frikha (vice-président)[30]
- Mohamed Tlili Mansri (porte-parole)[31]
- Mahmoud El Ouaer
- Najla Abrougui
- Aymen Boughatass
- Belgacem Ayachi